# Maurizio Angeloni
Maurizio Angeloni (* 15. Mai 1959 in Teramo) ist ein italienischer Regisseur.

## Leben
Angeloni gründete und leitete als unabhängiger Theaterautor und -regisseur die Kooperative Il Volo dei Gabbiani (Dt. „Möwenflug“), für die er mit Alberto Bennati auch seine ersten beiden Filme schrieb und inszenierte. Pensieri invadenti… a Cesare Pavese war 1988 ein experimenteller Film über einen turinischen Poeten mit Ausschnitten aus dessen Gedichten, der nahezu nirgendwo zu sehen war. Drei Jahre später handelte sein La ballata di Ren-Ham über eine Gruppe junger Römer, die in den Ferien in Assisi arbeiten. Dieser Film erhielt den Spezialpreis beim 52. Mostra Internazionale del Cinema di Montecatini Terme. Der 1992 entstandene La mia musica litt wieder unter der mäßigen Verbreitung, die er erhielt. Die von Angeloni gegründete Kineo Film produzierte 1991 einen Kurzfilm von A. Simone. Auch Gabriel, sein bislang letzter Film aus dem Jahr 2001, stellt eher eine Fußnote der italienischen Kinolandschaft dar.
Als Theaterregisseur inszenierte er Stücke von William Shakespeare, Carlo Goldoni und eigene Stücke; als Schauspieler spielte er Eduardo De Filippo, Molière und Luigi Pirandello.